# Gamasellus acutus
Gamasellus acutus är en spindeldjursart som beskrevs av Wolfgang Karg 1997. Gamasellus acutus ingår i släktet Gamasellus och familjen Ologamasidae. Inga underarter finns listade i Catalogue of Life.